# 워해머 40,000: 돈 오브 워
워해머 40,000: 돈 오브 워는 렐릭 엔터테인먼트에서 개발하고 THQ에서 출시한 실시간 전략 게임이다. 워해머 40K라고 줄여서 부르기도 한다. 보드 게임 워해머 40,000의 세계관을 바탕으로 하고 있다.
'스페이스 마린', '오크', '엘다', '카오스 스페이스 마린'의 총 4개 진영이 등장하며, 특징적인 요소로 일꾼을 통해 자원을 채집하는 방식이 아닌 특정 거점을 차지하면 자금을 계속 획득할 수 있는 시스템을 사용하여 거점 점령 및 공격 루트의 결정이 게임에서 승리하기 위해 중요한 요소가 된다는 점이 있다.
또한 유닛들의 섬세한 움직임과, 맞은 부위에 따라 유닛이 쓰러지는 모습을 달리하며 폭발로 날아가는 유닛에 맞아 다른 유닛이 쓰러지기도 하는 등 사실적인 효과와 연출로 화제가 되기도 하였다.
확장팩 '윈터 어설트'을 설치하면 '임페리얼 가드' 종족을 '다크 크루세이더'를 설치하면 '타우'와 '네크론' 종족을 '소울스톰'을 설치하면 '다크 엘다'와 '시스터즈 오브 배틀' 종족으로도 플레이 할 수 있다.

## 같이 보기
- 워해머 40,000
- 오크
- 엘다
- 인류의 황제